# Eleições estaduais de Berlim em 2023
As eleições estaduais de Berlim em 2023 foram realizadas em 14 de fevereiro de 2023, para eleger a 20ª legislatura da Câmara dos Deputados de Berlim. 
Em 16 de novembro de 2022, a Corte Constitucional de Berlim declarou os resultados das últimas eleições estaduais, em 2021, inválida, devido a um grande número de irregularidades. Além disso, a corte determinou que um novo pleito seja realizado em 90 dias.